# Фенмедифам
Фенмедифам — гербицид из группы карбанилатов или бискарбаматов, обладающий системным избирательным действием. Используется в составе смесевых препаратов против двудольных и злаковых сорняков по всходам свеклы в период образования двух настоящих листьев. Чаще всего фенмедифам применяется в смеси с десмедифамом. Препараты на основе таких действующих веществ обладают более широким спектром действия.

## История
Фенмедифам был открыт специалистами компании ScheringAG в 1964 году. К 1968 году новый гербицид стал активно применяться на свекловичных полях по всей Европе. Свекловоды Франции, Англии и Германии увеличивали площади возделывания сахарной свеклы и с воодушевлением смотрели в будущее. В 1970 году новый препарат стал доступен и фермерам в США.

## Получение
Фенмедифам можно получить как побочный продукт синтеза метилового эфира анилина.

## Токсикологические характеристики
Фенмедифам не имеет остаточного действия в почве. Вещество практически полностью разлагается в течение 2-2,5 месяцев. Согласно другим данным, фенмедифам умеренно стоек на поверхности почвы, для разложения на поверхности требуется 3-4 месяца, в почве — 5-6 месяцев. Наличие остаточных количеств гербицида не допускается в воде рыбохозяйственных водоемов. Фенмедифам малотоксичен для пчел и птиц, слаботоксичен для теплокровных. Относится к 3 классу опасности для пчел, 2 и 3 классам для человека. Симптомы отравления: у лабораторных животных — взъерошенная шерсть, угнетение, кровянистые выделения из носа и глаз, инспираторная одышка, парез задних конечностей; у людей — головокружение, кашель, оцепенение, затруднение дыхания, потеря сознания.

## Использование
Используется как селективный гербицид, поглощается растениями через листья. Особенно часто он применяется для контроля за широколистными однолетними сорняками при выращивании свёклы (сахарной и кормовой свеклы), шпината и клубники. Он действует, блокируя транспорт электронов в фотосистеме II. Фенмедифам эффективен против однолетних двудольных и некоторых злаковых сорняков. Двудольные сорняки чувствительны к фенмедифаму от фазы всходов до появления четырёх листьев, а злаковые — в фазу образования первого листа. Гербицид не эффективен при внесении в почву. Распадается в почве за счёт гидролиза и ферментации микробами и превращается в метил-(3-гидроксифенил)карбамат и м-толуидин.
В качестве активного ингредиента пестицидов фенмедифам разрешён во многих странах ЕС, например в Германии, Австрии и Швейцарии. Разрешён к использованию в Российской Федерации.